# Héctor Abad Gómez
Héctor Abad Gómez (Jericó, 2 de desembre de 1921 - Medellín, 25 d'agost de 1987) va ser un metge colombià, a més d'assagista, lluitador pels drets humans i especialista en salut pública. Va ser assassinat a Medellín, després d'amenaces per les seves denúncies contra grups paramilitars, els qui venien cometent crims selectius en contra de militants d'esquerra, tant a Antioquía com a tota Colòmbia; concretament, contra membres i simpatitzants de la Unión Patriótica.
Dinou anys després del seu assassinat, el seu fill, l'escriptor Héctor Abad Faciolince, va escriure una biografia novelada sobre el seu pare titulada El olvido que seremos (2006).

## Biografia
Abad Gómez va fer els seus estudis de secundària en el Liceu General Santander de Sevilla, Valle del Cauca i en el Liceu de la Universitat d’Antioquia. Va estudiar medicina en la Universitat d'Antioquia i va fer el mestratge en salut pública an la Universitat de Minnesota. La seva esposa va ser Cecilia Faciolince García, amb qui va tenir cinc filles: Mariluz, Clara Inés, Eva Victoria, Marta Cecilia (va morir en 1972) i Sol Beatriz, i un fill, Héctor Joaquín. Aquest últim és l'escriptor Héctor Abad Faciolince, qui escrivís el llibre ja citat sobre la vida i mort del seu pare.

### Obres socials
Forjador d'idees per a millorar la salut dels colombians, va ser el fundador de l'Escola Nacional de Salut Pública, avui dita Facultat Nacional de Salut Pública Héctor Abad Gómez de la Universitat d'Antioquia. En la dècada de 1960 i 1970, va ser professor de la facultat de medicina de la Universitat d'Antioquia, en el departament de medicina preventiva. Fins a la seva mort, en 1987, continuaria sent catedràtic de salut pública de la mateixa universitat. També va ser cap mèdic de l'Institut de les Assegurances Socials i gerent de la seccional antioqueña d'aquesta mateixa institució. Va ser secretari d'Educació municipal i secretari de Salut departamental. Com a periodista d'opinió va fundar el periòdic universitari U-235 i la revista El Cocuyo. Va ser diputat a l'Assemblea d'Antioquia i representant a la Cambra pel Partit Liberal Colombià. També va ser columnista d'opinió d'El Espectador, El Tiempo i El Mundo. Els seus pronunciaments sobre les condicions de vida de les comunitats marginades i en condicions de misèria, a Medellín i a Colòmbia, a més de moltes de les seves idees d'avançada, li van guanyar enemistats amb col·legues, companys de facultat i directives d'aquesta època. Això va portar al fet que en diverses ocasions busqués treballs en altres països, en general associats a l'Organització Mundial de la Salut (OMS). Va treballar a Manila, Filipines, on va ajudar a fundar una escola de salut pública, i a Jakarta, Indonèsia. També va ser professor convidat de la UCLA, en Los Angeles, Estats Units. En 1978, durant el Govern d’ Alfonso López Michelsen, va ser ministre conseller a l'Ambaixada de Colòmbia a Mèxic.
Va realitzar a Colòmbia importants projectes de salut que van millorar el nivell de vida dels colombians. Va ser director de la divisió de Malalties Transmissibles del Ministeri de Salut. Va inspirar la creació de l'any rural obligatori per als metges recentment graduats, va inventar les promotores rurals de salut i va participar en les primeres campanyes massives de vacunació antipoliomielítica. En aquest camp, va fer la primera vacunació amb virus vius després de deslligar-se una epidèmia en el municipi de Santo Domingo, Antioquia. També va participar en la fundació del ICBF, de la Universitat Autònoma Llatinoamericana, UNAULA, a la ciutat de Medellín, l'any de 1966, juntament amb personalitats de la vida nacional com Alfonso López Michelsen, Justiniano Turizo Sierra, Jaime Sierra García, Gilberto Martínez Rave, Luciano Sanín Arroyave, Ramón Emilio Arcila i altres. Va ser el primer president d'aquesta nova Universitat i també va ser el seu professor durant diversos anys. Va ser també el fundador i president, fins a morir assassinat, del Comitè per a la defensa dels Drets Humans de Antioquia. Des d'allí va denunciar les desaparicions forçades, l'extermini del partit Unió Patriòtica, els segrestos de les guerrilles de les Forces Armades Revolucionàries de Colòmbia i Exèrcit d'Alliberament Nacional, i les detencions arbitràries i tortures comeses per les Forces Militars de Colòmbia.

### Mort
Arran de les seves denúncies des del Comitè per a la defensa dels Drets Humans d'Antioquia, i a través del seu programa radial i la seva columna en el periòdic El Colombiano, Héctor Abad Gómez es va convertir en blanc de diverses organitzacions armades. El 25 d'agost de 1987 el seu amic i defensor de drets humans, l'advocat Luis Fernando Vélez va ser assassinat a trets. Aquesta mateixa tarda, una dona va buscar a Abad Gómez en el seu consultori i el va convèncer a sortir, amb el pretext que dediqués algunes paraules en el velorio de Vélez en l'edifici del sindicat del magisteri de mestres, on Abad es va dirigir a peu juntament amb el seu estudiant Leonardo Betancur i la dona. En arribar a l'edifici, Abad Gómez va ser abordat per un parell de sicaris, assassinant-lo a ell i a Betancur.
va assegurar davant la Fiscalia colombiana haver sentit de llavis de Carlos Castaño que els assassinats d'Abad i de l'advocat Vélez van ser comesos personalment per ell. D'acord amb el testimoniatge, Castanyer dirigia un grup d'operacions paramilitars a la ciutat de Medellín, en contra de les cèl·lules urbanes de les guerrilles de les FARC i l'ELN. Murillo (Don Berna) va assegurar que la motivació de l'assassinat va estar en la creença de Castaño de que Abad Gómez estava vinculat ideològicament amb la guerrilla del EPL i que les seves columnes «afectaven les Forces Armades, fent-li el joc al EPL».
Juan Diego Restrepo, director del portal Verdad Abierta, ha criticat la veracitat del testimoniatge, en tant testimoniatges previs en el marc de processos judicials contra membres del càrtel de Medellín suggereixen que l'atribució d'aquests i altres crims a Castaño o a capos del càrtel com Pablo Escobar es van usar de part i part per a deslliurar de culpa a qualsevol dels implicats. En conseqüència, ja que Castaño està presumptament mort, atribuir-li a ell la responsabilitat de tal assassinat pot ajudar a ignorar evidència que impliqui altres possibles autors.
A l'agost de 2014, el crim d’Hector Abad Gómez va ser declarat per la Fiscalia General de la Nació com delicte de lesa humanitat, en comprovar-se que aquest fet va ser part d'un sinistre pla del narcotràfic, en complicitat de grups paramilitars per a eliminar els membres i simpatitzants de la Unión Patriótica, evitant així el seu ascens al poder polític.
A l'agost de 2015 la Fiscalia colombiana va anunciar l'anomenat a indagatòria com a possible actor material de l'assassinat al exparamilitar Manuel Salvador Ospina Cifuentes, àlies «Móvil 5», home de confiança dels Castaño i que continuava delinquint. Ospina ha estat també assenyalat de ser l'actor material del suposat assassinat de Carlos Castaño i va ser vinculat al procés després del testimoniatge de Sor Teresa Gómez, germana de criança dels Castanyer. Ospina va ser capturat al maig de 2014.

## El olvido que seremos
El olvido que seremos és un llibre testimonial escrit pel fill d'Héctor Abad Gómez, Héctor Abad Faciolince. El títol d'aquest llibre està pres del primer vers d'un sonet atribuït a Jorge Luis Borges titulat Aquí, hoy, trobat en un de les butxaques d'Héctor Abad Gómez després que fos assassinat. La seva mort es va produir per l'acció de dos sicaris, en el moment en què entrava en el velorio d'un líder gremial de mestres que havia estat assassinat aquest mateix dia, en hores del matí. En el llibre es reflecteix fidelment la personalitat de qui ha merescut ser cridat pels antioqueños «l'apòstol dels drets humans». En els seus últims anys va estar dedicat al cultiu de roses, en un jardí sembrat per ell mateix, i al comitè de drets humans de Antioquia. Quan va ser tirotejat era precandidat a l'Alcaldia de Medellín pel Partit Liberal.
Héctor Joaquín Abad Faciolince: (Medellín, 1 d'octubre de 1958) és un escriptor i periodista colombià, més conegut pels seus llibres Angosta, que va obtenir a l'abril de 2005 a la Xina el premi a la millor novel·la estrangera, i El olvido que seremos, sobre la vida i assassinat del seu pare Héctor Abad Gómez, al qual va ser atorgat el premi Casa d'Amèrica Llatina de Portugal pel llibre com a millor obra llatinoamericana i el Premi Wola-Duke en Drets Humans. A més ha rebut un Premi Nacional de Conte, una Beca Nacional de Novel·la (1994) i dos Premis Simón Bolívar de Periodisme d'Opinió (1998 i 2006). En 2016 va crear Angosta Editores, una editorial independent de Colòmbia.
El olvido que seremos va ser adaptada al cinema amb el mateix títol (2020) per Fernando Trueba i va rebre el premi Goya 2021 a la millor pel·lícula iberoamericana.
El olvido que seremos: és una pel·lícula dramàtica de 2020, dirigida per l'espanyol Fernando Trueba i basada en la novel·la homònima del colombià Héctor Abad Faciolince. La pel·lícula va ser inclosa dins de la selecció oficial del 73è Festival Internacional de Cinema de Canes, festival ajornat a causa de la pandèmia per coronavirus a França. Finalment, la cinta va clausurar, fora de concurs, la Secció Oficial de la seixantè vuitena edició del Festival de Sant Sebastià.
Aquesta pel·lícula va guanyar el premi al millor film del Festival CineHorizontes a Marsella (França) al gener de 2021.

## Carta a una sombra
És una pel·lícula documental colombiana de 2015 dirigida per Daniela Abad i Miguel Salazar. Es tracta d'un documental homenatge que fa la directora Daniela Abad al seu avi, Héctor Abad Gómez, un pioner en el camp de la salut pública i defensor dels drets humans, que va ser assassinat a sang freda a la ciutat de Medellín en 1987 per un sicari. Està basat en el llibre El olvido que seremos d'Héctor Abad Faciolince, pare de la directora i destacat escriptor colombià. El documental pren la història del llibre i s'endinsa en les històries íntimes de la família Abad, retratant la violència en la qual es trobava atrapada la nació colombiana en les dècades de 1980 i 1990. La pel·lícula va guanyar el premi del públic i el premi especial del jurat en l'edició No. 55 del Festival Internacional de Cinema de Cartagena de Indias en 2015.

## Obres acadèmiques i assagístiques
- Algunas consideraciones sobre salud pública en el departamento d'Antioquia (1947).
- Nociones de salud pública (1969).
- Pasado, presente y futuro de la salud pública (1969).
- Una visión del mundo (1970).
- Manual de poliatría: El proceso de los problemas colombianos (1971).
- Cartas desd'Asia (1973).
- Caracterización del desarrollo científico en Colombia y su relación con la Salud Pública (1986).
- Relaciones profesores-estudiantes en la Facultad de Medicina de la Universidad d'Antioquia (1986).
- Un programa de salud para Colombia (1986).
- Teoría y práctica de la salud pública (1987).
- Manual de tolerancia (1988).[18]

### Obres amb enllaços complets de la Biblioteca Pública Pilot d'Antioquia
- El subdesarrollo mental.
- Hace quince años estoy tratando de enseñar.